# Chennai Super Kings
O Chennai Super Kings (CSK) é uma franquia profissional de críquete sediado em Chenai, na Índia. Disputa a Indian Premier League (IPL). Fundado em 2008, o time joga como mandante no M. A. Chidambaram Stadium, com capacidade para 38.000 espectadores. A equipe é propriedade da India Cements por meio de sua holding Chennai Super Kings Cricket Limited.